# Liste der Monuments historiques in Pont-Saint-Vincent
Die Liste der Monuments historiques in Pont-Saint-Vincent führt die Monuments historiques in der französischen Gemeinde Pont-Saint-Vincent auf.

## Liste der Immobilien
| Bezeichnung      | Beschreibung   | Standort               | Kennzeichnung | Schutzstatus | Datum | Bild           |
| ---------------- | -------------- | ---------------------- | ------------- | ------------ | ----- | -------------- |
| Kirche St-Julien | um 1500 erbaut | Rue de l’Église (Lage) | PA00106352    | Inscrit      | 1926  | weitere Bilder |

## Liste der Objekte
| Bezeichnung                                                                            | Beschreibung                                                      | Standort                       | Kennzeichnung | Schutzstatus | Datum | Bild |
| -------------------------------------------------------------------------------------- | ----------------------------------------------------------------- | ------------------------------ | ------------- | ------------ | ----- | ---- |
| Skulptur eines Propheten oder Apostels                                                 | Stein, 17. Jahrhundert                                            | in der Kirche St-Julien (Lage) | PM54000759    | Classé       | 1975  |      |
| Skulptur Madonna mit Kind                                                              | Holz, farbig gefasst, 17. oder 18. Jahrhundert                    | in der Kirche St-Julien (Lage) | PM54002076    | Inscrit      | 2014  |      |
| Pietà                                                                                  | Stein, farbig gefasst, zweite Hälfte des 16. Jahrhunderts         | in der Kirche St-Julien (Lage) | PM54000756    | Classé       | 1964  |      |
| Skulptur Anna selbdritt                                                                | Stein, Ende des 16. Jahrhunderts                                  | in der Kirche St-Julien (Lage) | PM54000755    | Classé       | 1964  |      |
| Skulptur Unterweisung Mariens                                                          | Holz, farbig gefasst, Anfang des 18. Jahrhunderts                 | in der Kirche St-Julien (Lage) | PM54001810    | Inscrit      | 1977  |      |
| Zwei Skulpturen: Maria und Johannes                                                    | Kalkstein, Mitte des 16. Jahrhunderts                             | in der Kirche St-Julien (Lage) | PM54001807    | Inscrit      | 1974  |      |
| Skulptur Kreuztragung                                                                  | Kalkstein, Mitte des 16. Jahrhunderts                             | in der Kirche St-Julien (Lage) | PM54001808    | Inscrit      | 1974  |      |
| Wegekreuz                                                                              | Kalkstein, 1599                                                   | in der Kirche St-Julien (Lage) | PM54001809    | Inscrit      | 1974  |      |
| Kirchenbänke                                                                           | Eichenholz, Ende des 13. Jahrhunderts                             | in der Kirche St-Julien (Lage) | PM54001812    | Inscrit      | 2009  |      |
| Pietà mit zwei betenden Engeln                                                         | Stein, 15. Jahrhundert                                            | in der Kirche St-Julien (Lage) | PM54000750    | Classé       | 1907  |      |
| Kirchenfenster                                                                         | Fragmente, 15. Jahrhundert, neu gefasst                           | in der Kirche St-Julien (Lage) | PM54000752    | Classé       | 1907  |      |
| Skulptur Ecce homo                                                                     | Stein, 17. Jahrhundert                                            | in der Kirche St-Julien (Lage) | PM54000754    | Classé       | 1964  |      |
| Skulptur Heilige Barbara (1)                                                           | Stein, ehemals farbig gefasst, zweite Hälfte des 15. Jahrhunderts | in der Kirche St-Julien (Lage) | PM54000757    | Classé       | 1975  |      |
| Altarkreuz und sechs Altarleuchter                                                     | Kupfer, vergoldet, um 1730                                        | in der Kirche St-Julien (Lage) | PM54000760    | Classé       | 1979  |      |
| Skulpturengruppe Joseph von Arimathia, Nikodemus und zwei Engel mit Passionswerkzeugen | Stein, farbig gefasst, 15. Jahrhundert                            | in der Kirche St-Julien (Lage) | PM54000749    | Classé       | 1907  |      |
| Epitaph für Jacques Bardin                                                             | Marmor, Stein, 16. Jahrhundert                                    | in der Kirche St-Julien (Lage) | PM54000751    | Classé       | 1907  |      |
| Skulptur Christus in der Rast                                                          | Stein, farbig gefasst, 16. Jahrhundert                            | in der Kirche St-Julien (Lage) | PM54000753    | Classé       | 1961  |      |
| Skulptur Heilige Barbara (2)                                                           | Stein, ehemals farbig gefasst, um 1520                            | in der Kirche St-Julien (Lage) | PM54000758    | Classé       | 1975  |      |
| Kruzifix                                                                               | Stein, um 1530                                                    | in der Kirche St-Julien (Lage) | PM54001811    | Inscrit      | 1979  |      |
| Zwei Leuchterengel                                                                     | Holz, farbig gefasst, 14. oder 15. Jahrhundert                    | in der Kirche St-Julien (Lage) | PM54002075    | Inscrit      | 2015  |      |